# 형강

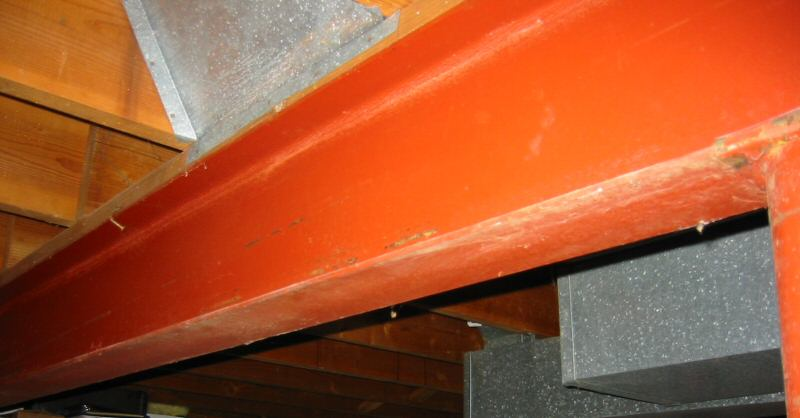

형강(形鋼)이란 H형, L형 등 일정한 단면 모양으로 미리 성형된 긴 강철의 총칭이다. 단면이 원형 또는 각형의 공단면인 것은 강관이라고 한다.
주로 토목, 건축용 기둥이나 들보, 기초 말뚝과 기계 제품 등에 사용된다. 단면의 형태에 따라 다양한 형강이 있고, 역학적 합리성과 사용 목적에 따라 가려 쓴다.

## 형태와 치수
치수 단위는 mm를 사용한다.

H형강과 I형강

- H형강 또는 I형강 : 주로 기둥, 보에 사용된다. H 형강의 치수 표시는 H-H×B×t1×t2로 표시한다.(H-높이×플랜지 폭×웨브 두께×플랜지 두께) I형강의 치수 표시는 I-H×B×t1×t2로 표시한다.(I-높이×플랜지 폭×웨브 두께×플랜지 두께) H형강은 단면이 일정하나, I형강은 플랜지 두께가 안쪽에서 바깥쪽으로 갈수록 줄어드는 차이점이 있다.
- ㄷ형강(channel) : 단면 성능이 떨어지나 접합 시공이 좋아 가새 등에 쓰인다. 치수 표시는 ㄷ-H×B×t1×t2로 표시한다.(ㄷ-높이×플랜지 폭×웨브 두께×플랜지 두께)
- ㄱ형강(Angle) : 치수 표시는 ㄴ-A×B×t (장축 길이 × 단축 길이 × 두께)로 한다.
- T형강 : T 형강의 치수 표시는 T-H×B×t1×t2로 표시한다.(T-높이×플랜지 폭×웨브 두께×플랜지 두께)

## 같이 보기
- 철근 콘크리트